# Antony Flew
Antony Flew (ur. 11 lutego 1923 w Londynie, zm. 8 kwietnia 2010 w Reading) – angielski filozof. Znany od wielu dziesięcioleci jako czołowy ateista, pod koniec życia odrzucił ateizm i określił się jako deista, konkretnie opowiedział się za Bogiem Arystotelesa. Jednocześnie jednak uznał chrześcijaństwo za godne oczywistego szacunku i czci.
Pierwotnie jeden z największych krytyków religii, w tym głównie chrześcijaństwa. Z pozycji ateizmu semantycznego głosił, że wszystkie wypowiedzi na temat Boga jako niesprawdzalne empirycznie są pozbawione sensu. Zdaniem Flewa istnienie na świecie zła czyni fałszywym pogląd o istnieniu dobrego, wszechmocnego i wszechwiedzącego Boga. Krytykował pogląd o możliwości życia po śmierci oraz idee zmartwychwstania.
Od roku 2001 krążyły plotki o tym, że Flew porzucił ateizm. Zaprzeczył on wówczas tym pogłoskom na stronie Secular Web. Pełne przedstawienie swoich zrewidowanych poglądów na istnienie Boga ogłosił w wywiadzie udzielonym w roku 2004 czasopismu „Philosophia Christi”, w którym mimo wszystko wyraża m.in. nadzieję i wiarę w brak istnienia życia po śmierci oraz niewiarę w zmartwychwstanie Jezusa jako historyczny fakt.
Wokół jego ostatniego dzieła There is a God: How the World's Most Notorious Atheist Changed His Mind (wyd. polskie Bóg istnieje), napisanego z udziałem Roya Abrahama Varghese'a, narosło wiele kontrowersji. Niektórzy uważają, że nie był on w ogóle autorem tej książki, a prawdziwymi autorami są Roy Varhese i Bob Hoster. Aby uciąć te teorie spiskowe, Flew oficjalnie ogłosił, że treści tam zawarte odzwierciedlają wiernie jego stanowisko.
Oprócz ateizmu, Flew jest znany z wybitnego wkładu w dziedziny epistemologii oraz logiki. Jego słynne naświetlenie sofizmatu pt. żaden prawdziwy Szkot (c. 1975) stanowi swoisty współczesny klasyk tych dyscyplin.
Anthony Flew miał sympatie konserwatywne i libertariańskie. Był wiceprezydentem Conservative Monday Club oraz wiceprezydentem Western Goals Institute. Publikował m.in. w Journal of Libertarian Studies. Został nagrodzony przez amerykańską fundację libertariańską Mises Intitute Nagrodą Schlarbauma za „wybitne życiowe osiągnięcia na rzecz wolności”.

## Prace
- Logic and Language, (A. Flew ed.), Basil Blackwell, Oxford (1951)
- A New Approach to Psychical Research, Watts & Co.. London (1953)
- Essays in conceptual analysis, (A. Flew ed.), London (1956)
- Hume's Philosophy of Belief: a study of his First Inquiry, Routledge Kegan Paul, (1961)
- God and Philosophy, Harcourt Brace and World, (1966)
- Evolutionary Ethics (1967)
- Evolutionary Ethics (New Study in Ethics S.), Macmillan, (1968)
- An introduction to western philosophy: ideas and argument from Plato to Sartre, The Bobbs-Merrill Company, (1971)
- Body, Mind and Death, (1973)
- Crime or Disease, (1973)
- Thinking About Thinking, (1975)
- Thinking about Thinking, Fontana, (1976)
- Dictionary of Philosophy, St. Martin's Press, (1979)
- Philosophy, an Introduction (1979)
- Politics of Procrustes: Contradictions of Enforced Equality, Temple Smith, London (1981)
- Human Choice and Historical Inevitability, Journal of Libertarian Studies, vol. 5, nr 4 (1981)
- Could There Be Universal Natural Rights?, Journal of Libertarian Studies, vol. 6, nr 3 (1982)
- Enforced Equality Or—Justice?, Journal of Libertarian Studies, vol. 8, nr 1 (1986)
- Did Jesus Rise From the Dead? The Resurrection Debate, mit Gary R. Habermas, Harper Collins, (1987)
- Social Science: Making Visible the Invisible Hands, Journal of Libertarian Studies, vol. 8, nr 2 (1987)
- Philosophy of Freedom, Journal of Libertarian Studies, vol. 9, nr 1 (1989)
- Socialism and 'Social' Justice, Journal of Libertarian Studies, vol. 11, nr 2 (1995)
- Merely Mortal?: Can You Survive Your own Death?, Prometheus Books, Amherst, NY, (2000)
- How to Think Straight: An Introduction to Critical Reasoning
- Does God Exist?: The Craig-Flew Debate
- God and Philosophy
- Atheistic Humanism
- Locke Versus Rawls on Equality (2001)
- There is a God: How the World's Most Notorious Atheist Changed His Mind, HarperOne (2007, wyd. polskie Bóg istnieje, Warszawa 2010)